# جيمي كيلي (لاعب كرة قدم مواليد 1957)
جيمي كيلي (بالإنجليزية: Jimmy Kelly)‏ هو لاعب كرة قدم بريطاني في مركز الوسط، ولد في 2 مايو 1957 في كارلايل في المملكة المتحدة. لعب مع تلسا رافنكس وشيكاغو ستينغ ولوس أنجلوس أزتكس ولوس أنجلوس لايزرز ومانشستر يونايتد.